# Bolívia nos Jogos Pan-Americanos de 1971
A Bolívia competiu nos Jogos Pan-Americanos de 1971 em Cáli, na Colômbia. 